# Stepanka Mayer
Stepanka Mayer (* 8. Juli 1949 als Štěpánka Vokřálová) ist eine tschechisch-deutsche Schachspielerin. Sie ist seit 1970 Internationaler Meister der Frauen (WIM).

## Leben
Von Ende der 1960er bis Ende der 1970er war sie eine der führenden tschechoslowakischen Frauenschachspielerinnen. Sie gewann fünfmal die tschechoslowakischen Frauenschachmeisterschaften (1968, 1970, 1972, 1977, 1978) und 1975 belegte sie den zweiten Platz.
Stepanka Mayer spielte für die Tschechoslowakei und die Bundesrepublik Deutschland bei vier Frauenschacholympiaden:
- 1969 nahm sie in Lublin am ersten Brett der Tschechoslowakei teil (+4 =5 −0) und gewann mit dem Team Bronze und eine individuelle Silbermedaille.
- 1972 spielte sie in Skopje erneut am ersten Brett der ČSSR (+5 =5 −1).
- 1974 war sie in Medellín am zweiten Brett der tschechoslowakischen Auswahl aufgestellt (+6 =3 −2).
- 1984 trat sie in Thessaloniki für Deutschland am dritten Brett an (+5 =5 −1).

1978 emigrierte sie nach Schweden und zog später nach Westdeutschland. Ab 1982 trat sie für Westdeutschland bei Schachturnieren an. 1985 nahm sie am Interzonenturnier Havanna 1985 teil. Dort belegte sie den letzten Platz. Kurz darauf beendete sie ihre aktive Schachspielerkarriere. Vereinsschach spielte sie beim SK Frankenthal, für den sie unter anderem zweimal in der Bundesliga Südwest zum Einsatz kam.